# Gagovo
Gagovo (bulgariska: Гагово) är ett distrikt i Bulgarien.   Det ligger i kommunen Obsjtina Popovo och regionen Tărgovisjte, i den nordöstra delen av landet, 240 km öster om huvudstaden Sofia.